# Frankie Hejduk
Frank Daniel "Frankie" Hejduk, född 5 augusti 1974 i La Mesa, Kalifornien, USA, är en amerikansk före detta fotbollsspelare. Hejduk har representerat USA under VM 1998 och VM 2002. Han har även spelat för sitt land under OS 1996 och 2000. Sammanlagt har han spelat 85 landskamper för USA.